# Distretto di Gönen (Isparta)
Il distretto di Gönen (in turco Gönen ilçesi) è uno dei distretti della provincia di Isparta, in Turchia.